# 拜倫·布克斯頓
拜倫·布克斯頓（英語：Byron Keiron Buxton，1993年12月18日—）是一名美國职业棒球运动员，守備位置為中外野手和指定打擊，目前效力美國職業棒球大聯盟的明尼苏达双城。据MLB.com他是2015年分数第2高的候选人。
布克斯頓在喬治亞州巴克斯利上中学。一些棒球分析家认为他是2012年美國職棒大聯盟選秀中最优秀的选手，是第2名获选的选手。2013年他获得《美国棒球》杂志的小联赛年度棒球运动员奖。2015年布克斯頓首次参加大联盟比赛，2017年他获得美國職棒大聯盟金手套獎。

## 早年
布克斯頓从6岁开始打棒球。他在巴克斯利上中学是参加学校的棒球、篮球和美式足球球队。他中学时获得了“布克”这个昵称。他高年级时任投手防禦率为1.90，投球局數81次中三振154次，胜负比为10：1。布克斯頓还创纪录投过一个速度达每小时159千米的快球。他毕业时他的速度高于平均，使得他获得70的高分，得以有被职业队选入的可能性。
布克斯頓15岁时被星探注意到。他受邀参加一个夏季旅行队。他参加棒球示范。作为高年级生他在39场比赛中盜壘38次，击球率为0.513。布克斯頓接受喬治亞大學棒球奖学金，他计划以此转入美式足球队。

## 职业生涯

### 2012年到2014年
2012年美國職棒大聯盟選秀中布克斯頓被MLB.com看作多功能选手，被列为第一名。布克斯頓是第2名获选的选手，他被明尼苏达双城选中。2012年6月12日布克斯頓与明尼苏达双城签署合同，其中包括600万美元签约奖金。他首先参加美國職棒小聯盟的海湾联赛里出场26次，击中率0.216。此后他被升级到阿巴拉契亞联赛，在那里他参加了21场比赛，击球率为0.286。他被提名为1号大联盟候选人。
2013年布克斯頓随洋杉激流麥子参加中西联盟A级联赛。赛季开始后他击球率0.340，全壘打8次，盜壘32次，6月双城给他升级去佛州聯盟超A联赛麥爾茲堡壯蚌。赛季中期MLB.com、ESPN.com和《美国棒球》都把布克斯頓评为最佳选手。他代表双城参加美國職棒大聯盟未來之星明星賽。布克斯頓在麥爾茲堡壯蚌击球率0.326，4次全垒打，打點22次，盗垒23次。赛季结束后布克斯頓被评为中西联赛价值最高的球员。他同时赢得美国棒球小联盟最佳球员和托普斯小联盟最佳球员奖。
2014年双城邀请布克斯頓参加他们的春季训练。他在训练中手腕受伤，因此在2014年赛季开始时无法上场。5月4日他回到赛场，被编入麥爾茲堡壯蚌。比赛5场后布克斯頓又手腕受伤。在30场比赛中布克斯頓的击球率为0.240，8月11日他被提升加入新不列顛石貓参加東方聯盟AA级联赛。8月13日他首次参加新不列颠的比赛时与他的队友相撞。布克斯頓被送入医院被诊断为腦震盪。商城让布克斯頓在赛季的剩下时间养伤，在下一个赛季布克斯頓被编入亞利桑那秋季聯盟。

### 2015年到2017年

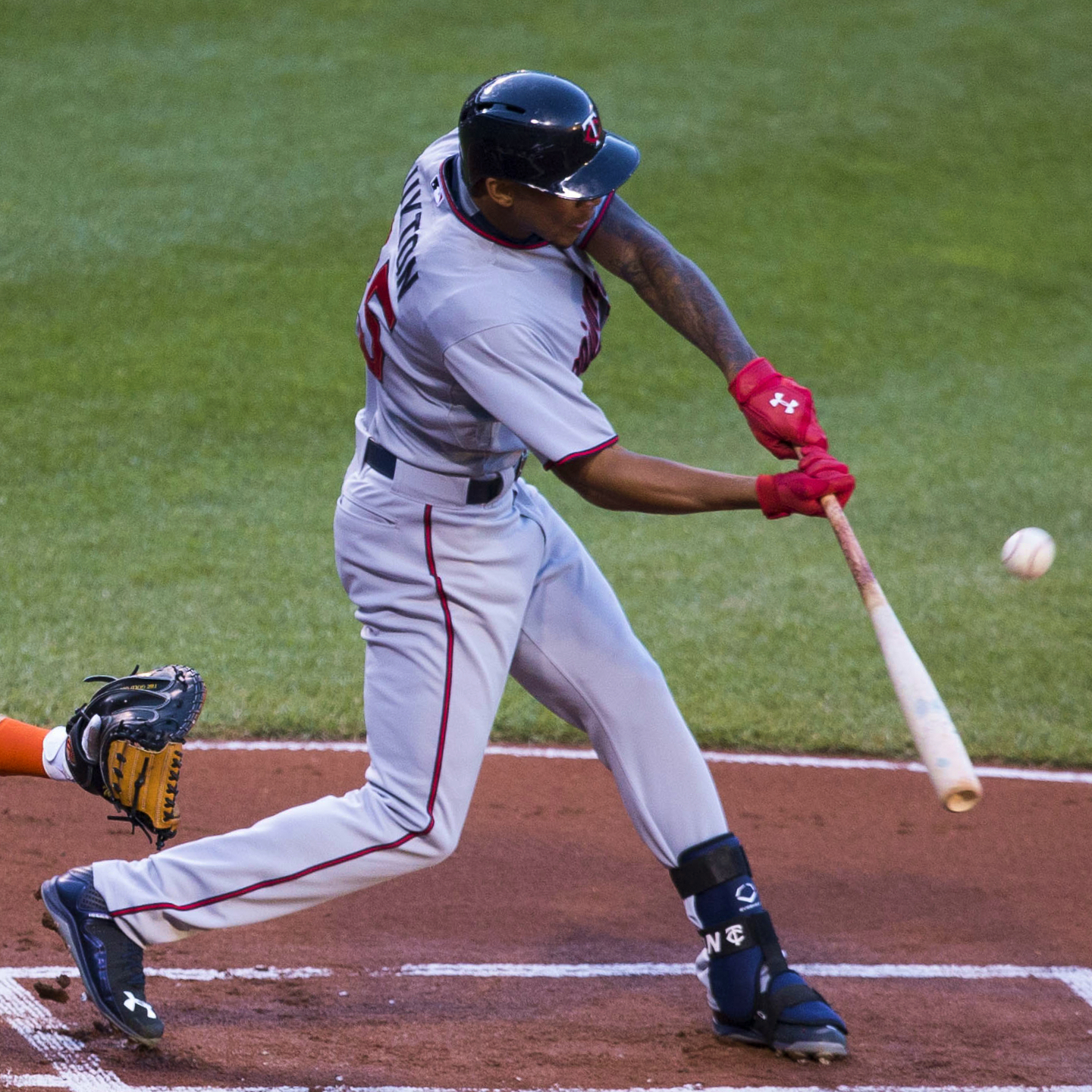
2015年布克斯頓为明尼苏达双城打球

虽然布克斯頓在2014年大多数时间里没有出场MLB.com和棒球星探在2015年初把布克斯頓评为棒球最佳选手，美国棒球把他评为2号选手。2015年赛季开始时布克斯頓为双城的新南方聯盟AA级子队布克斯頓效力。6月14日双城给他升级让他首次参加大联赛比赛。在他的首场比赛中他就得了赢得全局的分数。在他的第2场比赛中他首次击球，一个三壘安打。参加10场比赛后布克斯頓大拇指受伤无法上场。8月10日双城重新让布克斯頓上场，因为当时艾倫·希克斯成绩优秀，因此双城让布克斯頓去國際聯盟3A等級羅徹斯特紅翼参赛。在大联赛中他2015年4次试图盗垒，2次成功。
2016年赛季开始时布克斯頓是双城的开始中野手。但是他在17场比赛中的击球率只有0.156，打數只有53%，因此4月25日他被转到羅徹斯特紅翼。赛季中他被召回并留为中野手。他的击球率为0.225/0.284/0.430，全壘打10次，12次试图盗垒，其中10次成功，打數298次，三振118次。据Statcast布克斯頓在大联赛中以每秒30.8英尺的速度领先，在此前赛季里賈羅德·戴森曾经试图领先。
2017年赛季布克斯頓再次以中野手开始。8月初他的击球率只有0.219。8月18日他完成Statcast纪录到的最快的場內全壘打，13.85秒。8月27日与多倫多藍鳥比赛时布克斯頓3次全壘打。整个8月他的击球率为0.324，8次全垒打，8次盗垒。 整个赛季里他的击球率为0.253/0.314/0.413，他试图盗垒30次，其中29次成功，打数462次，三振150次。他获得所有位置的威尔森年度防守奖。他赢得防守聖經獎、美國職棒大聯盟金手套獎和白金手套奖。以每秒30.5英尺的速度他再次称为大联赛第一名。

### 2018年至今
2018年赛季对布克斯頓来说开始不佳，因为大脚趾受伤以及偏頭痛他有一段时间无法上场。7月2日他重返赛场，他被调给3A等級的羅徹斯特紅翼。他的击球率为0.156/0.183/0.200，打数90，三振28次，盗垒5次，全部成功。双城决定在9月不让布克斯頓升级，布克斯頓本人说这个决定“让我很难接受。”他再次以每秒30.5英尺的速度称为大联盟第一快跑手。
2019年4月22日布克斯頓被羅賓森·齊利諾斯拦截，中断了他连续33次盗垒。2019年布克斯頓的击球率为0.262，以每秒30.3英尺他成为所有美国联赛运动员中速度最高的。
在被缩小的2020年美國職棒大聯盟球季中布克斯頓参加明尼苏达60场比赛中的39场，8月末他因为肩膀受伤是缺席的主要原因。尽管他受伤这个赛季对他来说还是非常成功的，他获得了生涯中最高的長打率0.577。
2021年4月布克斯頓被评为当月美国联赛运动员，他击球率0.426，全壘打8次，打点14次。
2021年12月1日布克斯頓与双城签署延续7年的合同，总值1亿美元。
2022年春季训练中布克斯頓成为双城的首席指定打擊，目的是让他在整个赛季占据这个位置。
2022年赛季卡洛斯·柯瑞亞加入双城，他和布克斯頓成为第三对被挑选的选手。
2022年6月9日路易斯·厄萊茲、布克斯頓和柯瑞亞三人在与紐約洋基比赛时相继全壘打。布克斯頓随后打出一个三分全垒打。从2020年9月7日到2022年6月布克斯頓连续44次全垒打，打破了麥特·卡本特连续43次的纪录。2022年7月5日在与芝加哥白襪比赛时布克斯頓在开球时捕获A·J·波拉克打的球，赢得三杀全垒打。布克斯頓投球给三垒的吉奧·厄爾薛拉，厄爾薛拉在二垒捕获約恩·孟卡達，淘汰亞當·恩格爾。
2025年7月13日，在雙城隊主場對上海盜隊的比賽，當天舉辦布克斯頓專屬搖頭娃娃日，達成個人生涯首次的完全打擊，同時是雙城隊史上的第十二次完全打擊，也是雙城隊2010年搬到標靶球場（Target Field）後第1人。

## 生涯成績
|           |           |     |     |     |     |     |    |    |    |     |    |    |   |    |   |    |   |   |     |   |      |      |      | OPS  |
| --------- | --------- | --- | --- | --- | --- | --- | -- | -- | -- | --- | -- | -- | - | -- | - | -- | - | - | --- | - | ---- | ---- | ---- | ---- |
| 2015      | MIN       | 46  | 138 | 129 | 16  | 27  | 7  | 1  | 2  | 42  | 6  | 2  | 2 | 2  | 0 | 6  | 0 | 1 | 44  | 1 | .209 | .250 | .326 | .576 |
| 2016      | MIN       | 92  | 331 | 298 | 44  | 67  | 19 | 6  | 10 | 128 | 38 | 10 | 2 | 4  | 3 | 23 | 0 | 3 | 118 | 2 | .225 | .284 | .430 | .714 |
| 2017      | MIN       | 140 | 511 | 462 | 69  | 117 | 14 | 6  | 16 | 191 | 51 | 29 | 1 | 5  | 2 | 38 | 2 | 4 | 150 | 1 | .253 | .314 | .413 | .728 |
| 通算：3年 | 通算：3年 | 278 | 980 | 889 | 129 | 211 | 40 | 13 | 28 | 361 | 95 | 41 | 5 | 11 | 5 | 67 | 2 | 8 | 312 | 4 | .237 | .295 | .406 | .701 |

## 个人生活
布克斯頓来自喬治亞州巴克斯利，他在那里上学渡过青少年。他的父亲开了一家卡车公司，他的母亲在一个学校的食堂工作。他有一名姊妹。布克斯頓的一名表兄弟曾经是职业美式足球运动员。
2012年布克斯頓认识了他后来的妻子。她的妻子和他在同一个高中上学，比他高三年。两人2016年结婚。两人有两个儿子，长子是2013年出生的，次子出生于2020年。

## 外部連結
- 球員資訊和成績在MLB ，ESPN ，Retrosheet ，Baseball Reference ，Baseball Reference (Minors) ，Fangraphs ，The Baseball Cube （英文）
- 拜倫·布克斯頓的X（前Twitter）